# أي تي بي
أندري تانيبيرغر (Andre Tanneberger)  (بالألمانية: ATB)‏ و يعرف أكثر باسمه المستعار أي تي بي (ATB) من مواليد 26 فبراير 1973 في مدينة فرايبورغ .هو دي جي وموسيقي ومنتج ألماني مختص في موسيقى الرقص الإلكتروني ،صنفته مجلة دي جي في المركز 11 عالميا سنة 2009 و2010 و في المركز 13 سنة 2011 و جاء في أخر تصنيف للمجلة صادر في سنة 2016 في المركز 61 عالميا .

## روابط خارجية
- أي تي بي على موقع ميوزك برينز (الإنجليزية)
- أي تي بي على موقع أول ميوزيك (الإنجليزية)
- أي تي بي على موقع ديسكوغز (الإنجليزية)
- أي تي بي على موقع ديسكوغز (الإنجليزية)